# Psittacoidea
Psittacoidea é uma superfamília de aves da ordem Psittaciformes. Compreende cerca de 350 espécies de papagaios das mais variadas cores, a maioria capaz de voar e herbívora.

## Filogenia
La siguiente clasificación es la versión más actual resultante de las investigaciones más recientes.

### FamíliaPsittacidae
- Subfamília Psittacinae: dois gêneros de papagaios africanos, Psittacus e Poicephalus.
- Subfamília Arinae, papagaios neotropicais.
  - Tribu Arini: 15 gêneros.
  - Tribu Androglossini: 7 gêneros de papagaios americanos de cauda curta.
  - Incertae sedis: 10 gêneros.
    - Pionites (2 espécies)
    - Deroptyus (1 espécie)
    - Hapalopsittaca (4 espécies)
    - Nannopsittaca (2 espécies)
    - Psilopsiagon (2 espécies, anteriormente em Bolborhynchus)
    - Bolborhynchus (3 espécies)
    - Touit (8 espécies)
    - Brotogeris (8 espécies)
    - Myiopsitta (1 ou 2 espécies)
    - Forpus (7 espécies)

### FamiliaPsittrichasiidae
- Subfamília Psittrichasinae: uma espécie: Psittrichas fulgidus, o papagaio-de-pesquet.
- Subfamília Coracopsinae: um gênero com duas espécies vivas de Madagascar e ilhas ao redor.

### FamiliaPsittaculidae
- Subfamília Platycercinae
  - Tribo Pezoporini.
  - Tribo Platycercini.
- Subfamília Psittacellinae: 1 gênero (Psittacella) com várias espécies.
- Subfamília Loriinae
  - Tribo Loriini: loros.
  - Tribo Melopsittacini: uma espécie, o Melopsittacus undulatus.
  - Tribo Cyclopsittini.
- Subfamília Agapornithinae: 3 gêneros.
- Subfamília Psittaculinae
  - Tribo Polytelini: 3 gêneros de papagaios da Australásia.
  - Tribo Psittaculini: loros asiáticos.
  - Tribo Micropsittini: microloros.